# Termosféra
Termosféra je vrstva zemské atmosféry, která se nachází nad mezosférou, dosahuje až do výšky 500 km, ale někteří autoři ji umísťují až do výšky okolo 700 km. Teplota zde díky slunečnímu záření s přibývající vzdáleností od zemského povrchu stoupá. 
Vysoce zředěný plyn v této vrstvě může dosáhnout teploty 2 500 °C (4 530 °F). Navzdory vysoké teplotě bude pozorovatel nebo objekt v termosféře pociťovat nízké teploty, protože extrémně nízká hustota plynu (prakticky tvrdé vakuum) není dostatečná k tomu, aby molekuly vedly teplo. Normální teploměr bude ukazovat výrazně pod 0 °C (32 °F), alespoň v noci, protože energie ztracená tepelným zářením převyšuje energii získanou z atmosférického plynu přímým kontaktem. 
Měřit teplotu vzduchu zde nelze tradičními termometrickými metodami, ale určuje se na základě střední kinetické energie pohybu jednotlivých molekul.
V anakuustické zóně nad 160 kilometry (99 mil) je hustota tak nízká, že molekulární interakce jsou příliš vzácné na to, aby umožnily přenos zvuku.
V termosféře se vyskytuje polární záře.
Dalším významným jevem je odraz rádiových vln v termosféře.